# کوری (ایندیانا)
کوری (به انگلیسی: Cory) یک منطقهٔ مسکونی در ایالات متحده آمریکا است که در شهرستان کلی، ایندیانا واقع شده‌است. کوری ۱۹۲٫۰۳ متر بالاتر از سطح دریا واقع شده‌است.